# タイ国立ナノテクノロジー研究センター
タイ国立ナノテクノロジー研究センター (タイ語:ศูนย์นาโนเทคโนโลยีแห่งชาติ、タイ略語:นาโนเทค、英語：National Nanotechnology Center 英略称：NANOTEC）は、タイ王国 内閣科学技術省タイ国立科学技術開発庁監督下の研究所。2003年8月13日に設立。タイ王国におけるナノテクノロジーの育成、発展のために研究開発、知識の普及を行い、さらに社会のために産業化していくことを目的とする。パトゥムターニー県タイランド・サイエンスパーク内に立地。タイ国立ナノテクノロジーセンターとも記述される。 

## 概要
タイのナノテクノロジー研究は、1988年ごろからチュラーロンコーン大学で小規模なナノ粒子技術研究が行われていたという。その後、タクシン政権の下、国家規模で開発が計画され、2003年8月13日科学技術省タイ国立科学技術開発庁がタイ国立ナノテクノロジー研究センターを創設した。その後、2005年6月、政府では首相を委員長とする「ナノテクノロジー政策委員会」を発足した。同研究センターはアジアナノテクノロジーフォーラム（ANF）のメンバー団体でもある。

## 所在地
- パトゥムターニー県 クローンルワン郡 タムボン・クローンヌン パホンヨーティン通り サイエンスパーク 130

（130 อุทยานวิทยาศาสตร์ประเทศไทย ถนนพหลโยธิน ตำบลคลองหนึ่ง อำเภอคลองหลวง จังหวัดปทุมธานี 12120）

## ラボラトリー
研究センターは目的別の10のラボラトリーから構成されている
1. ナノ輸送システム（Nano Delivery System）
2. ターゲット高分子ナノ粒子探査（Nanomolecular Target Discovery）
3. ナノ化粧品（Nano-cosmeceuticals）
4. ナノ安全性・リスク評価（Nano Safety and Risk Assessment）
5. 高分子ナノ粒子センサー（Nanomolecular Sensor）
6. 有機ナノ材料（Organic Nanomaterials）
7. ハイブリッドナノ構造体・ナノ粒子合成体（Hybrid Nanostructure and Nanocomposites）
8. エネルギー・触媒用途ナノ素材（Nanomaterials for Energy and Catalysis）
9. ナノスケール・シミュレーション（Nanoscale Simulation）
10. 試験業務（Testing and Service）

## 試験業務
研究所では外部からの試験業務を請け負っている。研究所が保有するおもな分析機器は以下のとおりである。

### 分析機器
1. 原子間力顕微鏡(AFM)-原子間力顕微鏡は走査型プローブ顕微鏡の一種。回折限界の1,000倍以上の超高度空間分解能をもつ。この顕微鏡にはいくつかの利点があり、まず試料の三次元表面の状況を測定できる。またこの顕微鏡では炭素コートなどの特別な測定前試料加工を必要としないので資料に損傷を与えずに測定ができる。さらに多くの測定モードで、通常大気中さらに液体中であっても測定が可能である。この測定法の特性から、生体高分子、生体組織の測定にも使用が可能である。基本的には、原子間力顕微鏡は走査型電子顕微鏡よりも高い分解能が得られる。さらに近年同顕微鏡を用いて、真空状態、液体中での単原子識別も可能になっている。
2. 環境制御走査型電子顕微鏡（E-SEM）-環境制御走査型電子顕微鏡は走査型電子顕微鏡（SEM）の一種。走査型電子顕微鏡はもともと照射電子線が拡散してしまわないように資料室を高真空状態にして観測するものであったために観察対象が限られていた。環境制御走査型電子顕微鏡では試料室が低真空下でも観察を行うことができるため、水分を含んだ試料や絶縁物の無処理観察が可能になった。
3. 走査型トンネル顕微鏡（STM）- 走査型トンネル顕微鏡は原子レベルでの試料表面の観察を行うことのできる強力な分析器である。同顕微鏡の分解能は良い状況で水平分解能0.1 nm、垂直分解能0.01 nm。この分解能で原子像の撮影、操作が可能である。この顕微鏡は高真空下だけではなく、大気中、さまざまな液体中、ガス中でも観察が可能である。
4. MTT試験機器（MTT Assay）-MTT試験はMTTや類似色素(XTT, MTS, WST)をホルマザン色素へ還元する酵素活性を測定する比色定量法の一種である。この還元作用は生体細胞のミトコンドリアによって引き起こされるため、生体細胞の生存率、増殖率の評価が可能になる。この分析により試料の細胞毒性分析を行う。
5. 紫外可視近赤外分光光度計-紫外可視近赤外分光光度計は紫外可視-近赤外領域波長の吸光度を測定する装置。
6. 凍結乾燥機-凍結乾燥機は腐敗しやすい物質を真空凍結乾燥技術（フリーズドライ）で脱水加工することにより長期保存を可能にし、また運搬しやすくする機器である。

## 関連事項
- 科学技術省 (タイ)
- タイ国立科学技術開発庁（NSTDA）
- タイランド・サイエンスパーク
- タイ技術管理センター（TMC）
- タイ国立遺伝子生命工学研究センター（BIOTEC）
- タイ国立金属材料技術研究センター（MTEC）
- タイ国立電子コンピューター技術研究センター（NECTEC）